# ジョンベネ殺害事件
ジョンベネ殺害事件（ジョンベネさつがいじけん）は、1996年12月26日にアメリカ合衆国のコロラド州ボルダーで起きた殺人事件である。
被害者となった少女ジョンベネ・パトリシア・ラムジー（JonBenét Patricia Ramsey、1990年8月6日 - 1996年12月26日）は、美少女コンテストで多くの優勝経験があり、メディアの報道により世界的な関心を集めた。2024年現在未解決事件である。ボルダー警察は捜査を継続しており、引き続き情報提供を呼び掛けている。

## ジョンベネとその家族
当時6歳のジョンベネ・パトリシア・ラムジーは、1990年8月6日、ジョージア州アトランタで父ジョン・ベネット・ラムジーと母パトリシア・"パッツィ"・ラムジーの間に生まれた。ジョンベネにはバークという1987年生まれで3歳年上の兄がいる。
ジョンベネのファーストネームは父親のファーストネームとミドルネームを組み合わせたものであり、母親のファーストネームがミドルネームとして使われていた。彼女はコロラド州ボルダーの幼稚園に通っていた。
父ジョンは、後にロッキード・マーティンの子会社となるアクセス・グラフィックス社の社長を務める実業家であった。1991年、ジョンは家族とともにボルダーに転居した。
母パッツィはジョンベネをボルダーの美少女コンテストに参加させ、アメリカのロイヤル・ミス、リトル・ミス・シャルボア、リトル・ミス・コロラド、コロラド州オールスターキッズ・カバーガール、全米タイニー・ミス・ビューティなどで優勝していた。ジョンベネのコンテストでの活躍とパッツィの「コンテスト・マザー」ぶりは事件の後メディアで盛んに報じられた。
パッツィは2006年に卵巣癌のため49歳で死去し、娘の隣に埋葬された。

## 事件

### 事件まで
1996年12月23日、遺体が発見される3日前、ラムジー家から緊急通報があった。しかしCNNによると、これは酔っぱらったパーティーの客による間違い電話だっただろうと報道された。
1996年12月25日、ラムジー家は、友人フリート・ホワイトの自宅で開かれたクリスマスパーティーに出席した。ジョンベネはプレゼントとして自転車をもらった。その後一家は帰宅し、ジョンベネも寝た。
ジョンベネが階下に忍び込み、夜食のパイナップルをめぐって兄と喧嘩をしたという説がある。実際、検死において彼女の胃の中から果物が発見された。

### 身代金要求書
この事件の発端は、翌朝自宅で発見された身代金要求の手紙であった。
1996年12月26日にパッツィが当局に供述した内容によると、午前5時半ごろ、コーヒーを入れるため台所に行ったところ、階段に2ページ半の手書きの身代金請求書を発見し、娘が誘拐されたことに気がついたのだという。手紙には118,000米ドルが要求されていた。ジョンは現場に最初に来た警察に対し、その金額がジョンの前年のクリスマスボーナスとほぼ同じであり、その情報を入手できる人物が犯行に関与していると指摘した。捜査当局は、ジョンの会社アクセス・グラフィックス社の従業員がボーナスの金額を知っていた可能性を考えた。また、身代金要求書が旧約聖書の『詩篇』を参照している可能性があり、宗教的な情報源にも話を聞き、関連性の可能性を判断した。
身代金の手紙は極めて長文であった。連邦捜査局（FBI）は、このようなメモが犯行現場で書かれるのはまずあり得ないと警察に伝えた。警察は、手紙にはパッツィとそれを扱った当局以外の指紋がなく、感嘆符や頭文字が使われていることも異例であることから、作り物と考えていた。のちに練習用の原稿も自宅から見つかっており、いずれもラムジー家にあったペンと法務用紙が用いられていた。コロラド州捜査局の報告書は、「身代金要求書の作者はパトリシア・ラムジーである」としていたが、決定的な結論には至らなかった。事件の両側から相談を受けていた法医学認定病理学者のマイケル・バーデンは、自身の60年以上の経験の中でこのような文書は見たことがなく、外部の他人が書いたとは考えられないと述べた。
連邦裁判所は、6人の公認筆跡鑑定士による鑑定をもとに、パッツィがメモを書いた可能性は低いと判断した。裁判所は、科学的根拠なくパッツィを非難することで裁判に巻き込もうとする、資格のない自称専門家の存在を嘆いた。

### 通報と最初の捜索
ジョンベネが行方不明となった夜、自宅にいたのは家族だけであったことが知られている。
身代金要求書には警察に連絡しないようにとの指示があったが、パッツィは午前5時52分に警察に通報した。彼らは家の中を探したが、押し入った形跡は見つからなかった。ただしのちに、この夜いくつかの窓とドアに鍵がかけられていなかったことが判明し、地下室の窓は以前、ジョンが家から閉め出された際に割れた状態のままであった。
到着したリック・フレンチ巡査は地下室に向かったが、ドアが掛け金で固定されていたため開けずに立ち去った。のちにジョンベネの遺体は地下室で発見された。
ジョンベネが見つからないため、ジョンは身代金を支払う手配を始めた。自宅に到着した法科学チームは当初誘拐事件と考え、証拠の異物混入を防ぐためにジョンベネの寝室だけを封鎖した。その後、友人、被害者支援団体、牧師が支援に訪れ、台所のごみ拾いや掃除などをしたが、これによっておそらく証拠が破壊された。ボルダー市の刑事リンダ・アーントが午前8時頃到着した。誘拐犯からのさらなる指示を予期したが、その後犯人からの連絡は一切なかった。

### 遺体の発見
午後1時、アーント刑事はジョンとその友人フリート・ホワイトに対し、何か不審なことがないか家の中を見回るように依頼した。ジョンはフレンチ巡査が見落としていたドアを開け、部屋の一角に娘の遺体を発見した。警察に通報してから8時間後のことであった。ジョンベネの口はダクトテープで塞がれ、手首と首にはナイロンコードが巻きついており胴体は白い毛布で覆われていた。ジョンは娘の遺体を抱き上げ叫びながら階上へと運んだ。ジョンは彼女の口のダクトテープを剥がし、彼女の周りの紐を緩めていた。こうしてジョンベネが移動されたため、犯罪現場にはさらに異物混入があり、また地下室のドアも開けたままであったため科学捜査のための重要な証拠が台無しになった。ラムジー夫妻はそれぞれ、筆跡、血液、毛髪のサンプルを警察に提供した。ジョンとパッツィは2時間以上の非公式な事情聴取を受け、バークもジョンベネの死後最初の2週間以内に事情聴取を受けた。

### 検死
検視官が12月26日午後8時過ぎに現場に到着した際、ジョンベネの遺体はリビングルーム床に横たえられ、毛布とスウェットシャツが被せられていた。これらを取り除くと、両腕を頭の上に伸ばしていることが分かった。頭部は右を向いていた。首と右手首にナイロンコードが巻かれていた。また、右耳の下、右頬の外側に小さな擦り傷と打撲傷があり、左頚部下方にはっきりとした擦過傷があった。翌日に行われた検死により、ジョンベネの正式な死因は「頸部絞扼による窒息、関連要因として頭蓋大脳の外傷」とされた。また、頭蓋骨骨折、脳挫傷、くも膜下出血の所見を認め、外陰部には膣粘膜の擦過傷と血管のうっ血がみられた。
ジョンベネの首に巻かれたナイロンコードは、絵筆の柄を折ったものが取りつけられた絞首具であった。筆の毛先の一部はパッツィの画材が入った桶から発見されたが、毛先の残りの部分は、その後の警察の徹底的な捜査でも発見されなかった。
胃内からはパイナップルと思われる果物の材料が発見され、ジョンベネが死の数時間前に食べていたと考えられた。ジョンベネの遺体が発見された日に撮影された家の写真には、キッチンテーブルにスプーンが入ったパイナップルのボウルが写っていた。しかし、ジョンとパッツィはボウルをテーブルに置いたことも、パイナップルをジョンベネに食べさせたことも覚えていないと語った。警察は、ボウルにジョンベネの兄バークの指紋を発見したと報告した。ラムジー夫妻は、バークが警察が到着してから数時間後に目を覚まされるまでずっと眠っていたと語った。
ジョンベネの遺体は、12月31日にジョージア州マリエッタのセントジェームズ・エピスコパル墓地に埋葬された。

## 捜査

### 初動捜査
ボルダー警察の疑惑の目は当初、ジョンとパッツィに集中していたが、1997年10月にはこの事件の参考人は1,600人以上に上った。
初動捜査の誤りによって解決が極めて困難となった。その誤りには、証拠の紛失や汚染、経験豊富な捜査員の不足、ラムジー夫妻と共有した証拠、両親の事情聴取の遅れなどがあった。
1997年1月1日、ラムジー夫妻はアトランタにいた。夫妻はCNNとの45分間のインタビューに応じた。翌日ジョージアに移動することになったため、捜査官が付き添った。夫妻は気持ちが不安定である（too emotional）という理由で警察の取り調べを断っていたが、それにも関わらずCNNのインタビューを受けたことに捜査官は疑念を抱いていた。
1月3日、警察は、身代金要求書は殺害後に書かれたものだと発表した。また、身代金要求書の練習用原稿が自宅から見つかった。
3月、筆跡鑑定人によりジョンは容疑者から外されたが、パッツィに関しては可能性が否定されなかった。
4月19日、ボルダー地方検事アレックス・ハンターは、夫妻が捜査の焦点であると公言した。
4月末、ラムジー夫妻に対する正式な事情聴取が初めて行われた。
5月2日、夫妻は地元の報道陣のインタビューに応じた。ジョンは娘の名前を言い間違い、また、性的虐待の噂に触れ、それらを「最も傷つく言いがかり」と呼んだ。パッツィは「ジョンや私がそんな恐ろしい凶悪犯罪に関与していると考える人がいることに愕然とします。私たちが殺したのではないと断言します」と話した。
1998年1月、ラムジー夫妻は、2度目の事情聴取の要請を拒否した。

### ラムジー夫妻起訴への大陪審
1998年5月、スミット刑事は検事局の他のスタッフと共にボルダー警察に調査結果を提示し、これまでの証拠からラムジー夫妻は犯人ではないと結論づけたが、ラムジー夫妻の犯行であるとする警察当局の考えは変わらなかった。検事局は捜査の主導権を握ろうとした。警察と検事局の間の軋轢と、有罪判決を得るための圧力もあり、コロラド州知事のロイ・ローマーが仲裁に入り、検察官マイケル・ケインを特別検察官として大陪審を準備した。
この事件を捜査していたスミットとボルダー警察のスティーブ・トーマスの意見は対立し、両者は最終的に辞任することとなった。
8月、トーマスは検事局がこの事件の警察の捜査に干渉し、支援を怠ったとの理由で辞任した。
9月15日、ラムジー夫妻を事件に関する罪で起訴するかどうか検討するために大陪審が招集され、審理が開始された。
9月24日、スミットは一連の捜査が侵入者による犯行と確信したため辞任した。
1999年3月8日、アーント刑事が集中する批判のため辞任した。
この年、大陪審は「不法かつ、それが無謀であると知りながら、重罪といえる形で、子供の生命を脅威にさらし、死亡という結果となった」こと、および「不法かつ、それが無謀であると知りながら、重罪といえる形で、この第一級殺人の犯人である人物に対して、そうと知りながら、身柄を隠匿し、発見・逮捕・起訴・懲罰を遅延させる意図で手助けした」ことについて、ラムジー夫妻を告発する起訴状を発付した。ただしこの起訴状内容が明らかになったのは2013年10月である。
大陪審の評決にも関わらず、ボルダー郡地方検事アレックス・ハンターは、刑事上の有罪判決に必要とされる合理的疑いを超えた有罪の証明という高い基準を満たすことができないと考え、起訴を見送った。
2002年12月26日、次のボルダー郡地方検事であるメアリー・レイシーが、警察から捜査を引き継いだ。

### 科学捜査の進展
2003年4月、レイシーは2002年の名誉毀損事件を担当した連邦判事とともに、「ラムジー夫人が殺害したという説よりも侵入者がジョンベネを殺害したという説の方が整合性がある」と述べた。
2003年12月、ジョンベネの下着から見つかった混合血液サンプルからDNAプロファイルを確立するのに十分な材料が抽出され調査された。そのDNAは未知の男性に属し、ラムジー夫妻のそれぞれのDNAは除外された。そのDNAサンプルは、160万以上のDNAプロファイルを含むFBIのデータベース（CODIS）に提出されたが、データベース内のどのプロファイルとも一致しなかった。
2003年12月、被害者の衣服から採取された微量のDNAが不明の男性のものであることが判明し、家族全員のDNAはこのDNAと一致しなかった。。
2008年7月9日、ボルダー地方検事局は、新たに開発したDNAサンプリングと検査技術（タッチDNA分析）の結果として、ラムジー家の人々を事件の容疑者から除外することを発表した。レイシーはラムジー夫妻の無実を公表した。
2009年2月2日、ボルダー警察署長マーク・ベックナーは、ボルダー郡新地方検事スタン・ガーネットがこの事件を自分の機関に引き渡し、彼のチームが捜査を再開すると発表した。ガーネットは、1999年の大陪審の真訴状で特定した犯罪の時効が切れているとし、ラムジーに対する事件の審査を進めないこととした。
2010年10月、ボルダー警察は未解決事件を再捜査した。州および連邦の捜査官を含む委員会による再調査を受け、新たな事情聴取が行われた。警察は最新のDNA技術を捜査に用いることが期待されていた。これらの聞き取り調査から得られた新しい情報はなかった。
2015年、ベックナーはラムジー夫妻の免責に反対し、「まだ犯罪との関連性さえ証明されていない小さな証拠に基づいて誰かを免責するのはばかげている」と述べた。また、ジョンベネの服から採取した未知のDNAは現時点では「調査の焦点でなければならない」、他に証明できるまで、「容疑者はその未知のDNAを提供した者である」と述べた。2016年、ボルダー郡地方検事局の元捜査官ゴードン・クームスもラムジー夫妻の完全無罪に疑問を呈した。ボルダー当局に雇われた法医学精神科医のスティーブン・E・ピットは、「レイシーがラムジーを公に無罪にしたことは、ベックナー署長と何年もこの事件に取り組んできた中心的な刑事たちに対する大きな非難であった」と述べた。
2016年9月、ボルダー警察署長グレッグ・テスタによって、ジョンベネの死に関する捜査は引き続き活発な殺人事件であると報告された。
2016年10月には、より繊細な技術を用いた新しい法医学分析により、オリジナルのDNAはジョンベネ以外の2人の個人の遺伝マーカーを含んでいたことが判明したと報告された。
2021年、ボルダー市は、この事件に関する1500点以上の証拠品を処理し、約1000点のDNAサンプルを分析したとする声明を発表した。この中でボルダー警察は、事件解決のために「新しい技術を積極的に使って捜査を強化」し、DNAの一致を定期的に確認していると述べた。

### 関係者・専門家の意見
検察庁の主任捜査官であったジェームス・コラーは著書の中で、ボルダー地方検事メアリー・レイシーが言及しなかった男性のDNAの痕跡が紐と絵筆からさらに見つかり、検査によって判明した不明者のDNAサンプルが6つあったと述べた。
元FBIプロファイラーのキャンディス・デロンは、複数の表面上の異なる場所で同一に表示されたDNAは、犯人のものであると信じている。
元コロラド州アダムズ郡地方検事で、長年この事件でボルダー検事局を助けてきたボブ・グラントも、DNAの証拠は重要であると考えており、事件の解決には、ジョンベネの服のいくつかにDNAが付着したことを説明しなければならないと述べている。
法医学病理学者のマイケル・バデン氏は、「微量のDNAが場所や衣類に、あらゆる異なる不審でない手段によって付くことがある」「これが他人による殺人であることを示す法医学的証拠はない」と語った。
元ボルダー警察署長マーク・ベックナーらは、DNAを犯罪との関連が証明されていない小さな証拠と特徴付け、ラムジー夫妻の免責に反対している。

## 犯行に関する説

### 家族説

#### ラムジー夫妻
ボルダー警察の疑惑の目は当初、両親であるジョン・ラムジーとパッツィ・ラムジーに集中していた。FBIの元プロファイラーであるグレッグ・マクレリーによれば、子供の殺人に関与するのは「統計的に、家族または介護者である確率が12対1」である 。警察は、強制侵入の証拠は見なかったが、身代金のメモなどの現場の演出的証拠は見ていた。彼らはラムジー夫妻が娘の死の解決に協力的であるとは思わなかった。ラムジー夫妻は一貫して無実を主張したが、事件後の4ヶ月間警察と話すことを拒否し、その代わりに8人の弁護士、4人の広報担当者、3人の私立探偵、2人の筆跡鑑定人、1人の元FBIプロファイラーからなる弁護団を結成していた。夫妻が捜査に消極的だったのは、侵入者に対する完全な捜査が行われず、事件の重要容疑者として自分たちが性急に疑われることを恐れていたためであるとする報道もあった。
ラムジー夫妻は1997年4月27日付けの新聞広告で10万ドルの報酬を提供した。その3日後、遺体が発見されて4ヶ月以上経ってから、初めて公式の事情聴取に応じることを申し出た。
1999年、コロラド州知事のビル・オーエンスは、ラムジー夫妻に「弁護士・PR会社の後ろに隠れるのをやめよ」と批判した。
大陪審は、1999年に両親を起訴するように結論付けた。しかし検察官は証拠不十分として起訴を見送った。その後、2002年に大陪審の起訴の時効が成立した。
2008年7月9日、ボルダー地方検事局はラムジー家の人々を事件の容疑者から除外することを発表した。
理屈の上では、絞殺は暴行や殺害の他の要素を隠すための「レッド・ヘリング」の側面があったかもしれないとされている。一説に、パッツィがおねしょをしたジョンベネを怒りに任せて殴り、既に死んでいると勘違いした後にそれを隠すために首を絞めたいうものがある。しかし、パッツィには怒りを抑えきれなかった過去は特に知られていなかった。ジョンベネの兄は後に「私たちはお仕置きもされなかった。殺すどころか、殴られるようなことすらなかった」と述べている。

#### バーク
ジョンベネの兄バークは事件後、少なくとも3回捜査官から事情聴取を受けた。最初の2回の事情聴取では、彼は何の嫌疑もかけられていなかった。児童心理学者によれば、ラムジー家は「健全で思いやりのある家族関係」であったようだと述べられている。1998年、ボルダー警察署長マーク・ベックナーは、ニュースレポーターとのインタビューで、バーク・ラムジーは妹殺害に関与していないだろうと発言している。1999年5月、ボルダー郡地方検事局はバーク・ラムジーは容疑者ではないと改めて表明した。捜査当局は彼を容疑者と見なしたことはなかった。
2016年9月18日と19日にCBSで放送された番組「JonBenét Ramsey」は、専門家のグループが事件の真相を徹底的に考察した。グループは、事件の夜ジョンベネがバークから夜食のパイナップルを盗んだ後、それに激昂したバークが懐中電灯で妹の頭を殴り、殺害したのだと結論付けた。身代金の手紙は、兄によるジョンベネの殺害を隠蔽しようとしたものであると示唆した。バーク・ラムジーに代わって、彼の弁護士はCBS、番組のプロデューサー、参加者に対して名誉毀損の訴訟を提起した。

### 侵入者説
ジョンベネの遺体が発見された地下の部屋に残された正体不明のブーツの跡から、警察と検察は侵入者の手掛かりを追った。
クリスマスパーティでのサンタクロース役の隣人ビル・マクレイノルズ、当時のガールフレンドから容疑者として報告された地元記者クリス・ウルフ、家政婦リンダ・ホフマン＝ピュー、ジョンベネの死後すぐに自殺と思われる形で亡くなったマイケル・ヘルゴスなどが初期の容疑者であった。
2003年、ラムジー夫妻が事件の初期の容疑者を公に特定したことに関連する名誉毀損訴訟において、ジュリー・E・カーンズ判事は「夫妻が子供を殺害したという、原告（ウルフ）の説を支持する証拠は事実上存在しないが、1996年12月25日の夜のある時点で侵入者が家に入り娘を殺害したという、夫妻の確信を支持する証拠は豊富に存在する」と述べた。
ジョンベネが殺された夜、外のクリスマスライトの電気コードを通すために少し開いたままになっていた2つの窓、壊れた地下室の窓、1つの無施錠のドアがあった。のちにその夜、いくつかの窓とドアに鍵がかけられていなかったことが判明した。また、地下室の窓は以前、ジョン・ラムジーが家から締め出された時に割られたままであった。彼はすぐに侵入者が殺人の背後にいたという説の支持者となり、この侵入者はラムジー邸の地下の窓から侵入したと信じた。この窓のほぼ真下の床でスーツケースが発見された。スミットは、犯人がこのスーツケースを利用して、ジョンベネを誘拐の犠牲者として生け捕りにするか、死体を家の外に運び出すことを計画したと推論したが、それは不可能であることが判明した。
スミットの理論は、誰かが壊れた地下室の窓からラムジー家に侵入したというものである。批評家は、地下室の窓には無傷のクモの巣があったことから、この説に疑問を呈した。窓を覆う鉄格子にも乱れのないクモの巣があり、格子の周囲の葉も乱れがなかった。また様々な窓の跡にクモの巣があり、いくつかの敷居には塵や瓦礫があった。スミットは侵入者がスタンガンでジョンベネを気絶させ、地下に連れ下ろしたと考えている。ラムジー夫妻が無実であると信じていたスミットは、ラムジー夫妻に対する大陪審が招集された5日後の1998年9月20日に捜査から辞職した。
スミットが容疑者として特定した人物の一人がゲイリー・ハワード・オリバーであった。初期の容疑者リストには入っていなかったが、2002年10月の『48 Hours Investigates』のエピソードで容疑者として公にされた。捜査の末、2003年には公式に容疑者から外されていた。2016年6月、オリバーは児童の性的搾取および児童ポルノ画像所持で逮捕された。2019年1月11日、オリバーが友人に送った手紙の中でジョンベネ殺害を自供したと報じられた。
作家のスティーブン・シングラーは、著書『推定有罪』において、ジョンベネが児童ポルノ製作者や児童ページェントの現場に関わる小児性愛者の関心を集めたと主張し、サイバー犯罪の専門家との協議について言及している。さらにシングラーは、ラムジー夫妻に捜査が集中しすぎたため別のシナリオの捜査が妨げられたとし、ラムジー夫妻は、無意識に娘を性犯罪者にさらしたことにのみ責任があったとした。
ジョンベネが殺害される前の数ヶ月間にラムジー家の近所で100件以上の強盗事件が発生していたことが判明した。2001年、元ボルダー郡検察官のトリップ・デマスとボルダー郡保安官探偵のスティーブ・エインズワースは、侵入者説についてより積極的な調査を行うべきだと述べた。
2016年9月5日にA&Eで放送された『The Truth Uncovered』は、証拠の法医学的DNA分析に基づいて、身元不明の男性がジョンベネの死に関与していると結論づけた。ドキュメンタリーの中で、DNAと法医学者の専門家であるローレンス・コビリンスキーは「正体不明の男がこの犯罪を犯した」と述べた。

## 虚偽の自白
2006年、ジョン・マーク・カー（のちにアレクシス・ライヒと改名）は、自分がジョンベネを薬物漬けにして性的暴行を加え、誤って殺してしまったと主張した。8月、カーはタイで逮捕され米国へ移送されたが、その後当局は、彼を犯人と確定できる証拠を見つけられず、釈放となった。
自白では、カーは一般に知られている基本的な事実のみを語り、説得力のある追加の詳細を提供することができなかった。また、カーのDNAはジョンベネの遺体から検出されたDNAと一致しなかった。

## 名誉毀損訴訟
ラムジー夫妻の名誉毀損弁護士であるリン・ウッドは、1999年から、この事件を報道した数人の人物と会社に対して名誉毀損訴訟を起こした。1999年に息子のためにスター誌とその親会社であるアメリカン・メディア社を訴えた。その他にもいくつかのメディアに対して名誉毀損訴訟を起こした。2001年には『Inside the Ramsey Murder Investigation』（2000年）の著者と出版社に対して名誉毀損訴訟を起こした。ドン・デイビス、スティーブン・トーマス、セント・マーチンズ・プレスに対する訴訟は、翌年和解で決着した。
ジョン・ラムジーとパッツィ・ラムジーは、彼らの著書『The Death of Innocence』（2001年）の出版に起因する2つの名誉毀損訴訟で訴えられた。これらの訴訟は、ボルダー警察が事件の容疑者として調査したとされる、本の中で名指しされた2人の人物によって起こされたものであった。ラムジー夫妻は、リン・ウッドとアトランタの3人の弁護士、ジェームズ・C・ロールズ、エリック・P・シュローダー、S・デレク・バウアーの弁護団を雇い、両訴訟の棄却を勝ち取った。米国連邦地方裁判所のジュリー・カーンズ判事は後に、殺人事件の「豊富な証拠」は侵入者の犯行を示していると結論づけた。
2016年9月のCBSデトロイトとのインタビューおよび同局のドキュメンタリー番組の中で、法医学病理学者ヴェルナー・スピッツはバーク・ラムジーが妹を殺害したと非難した。2016年10月6日に、バークはスピッツに対して名誉毀損訴訟を起こした。バークとリン・ウッドを含む彼の弁護士は、懲罰的損害賠償と補償的損害賠償の合計1億5千万ドルを求めた。ウッドは2016年10月末にCBSに対しても提訴すると述べた。
2016年12月28日、バーク・ラムジーの弁護士は、CBS、制作会社のCritical Content LLC、7人の専門家とコンサルタントを名誉毀損で訴える追加の民事訴訟を起こした。彼らは2億5000万ドルの補償的損害賠償と5億ドルの懲罰的損害賠償を求めた。2019年1月、ウッドは訴訟が「すべての関係者が満足するように」解決されたと発表した。